# Agromyza vockerothi
Agromyza vockerothi este o specie de muște din genul Agromyza, familia Agromyzidae, descrisă de Spencer în anul 1969. Conform Catalogue of Life specia Agromyza vockerothi nu are subspecii cunoscute.